# Terry Lynn
Theresa Williams, bedre kendt som Terry Lynn er en Techno-producer/dj fra Jamaica.